# Hrabniak
Hrabniak – kolonia wsi Zbucz w Polsce położona w województwie podlaskim, w powiecie hajnowskim, w gminie Czyże.
W latach 1975–1998 miejscowość administracyjnie należała do województwa białostockiego.
Prawosławni mieszkańcy wsi należą do parafii Zaśnięcia Najświętszej Maryi Panny w Czyżach.